# Линда Чапман
Линда Ен Чапман (енгл. Linda Anne Chapman, Ливерпул, 15. јануар 1969) британска је списатељица. Углавном пише серијале књига за млађу децу. Нарочито је позната по својим фантастичним књигама о једнорозима, сиренама и магији. Пише под неколико псеудонима, било самостално или у пару са неким. Написала је око 200 књига. Тренутно живи у селу Лестершир са супругом и троје деце.

## Романи
- Bright Lights (2003)
- Centre Stage (2004) - наставак Bright Lights
- Genie Us (са Стивом Колом) (2009)
- Genie and the Phoenix (са Стивом Колом) (2010)

## Серијали
- Мој тајни једнорог
- Звездани прах
- Не сасвим сирена
- Школа за једнороге
- Школа клизања
- Genie Us (са Стивом Колом)
- Sky Horses
- Loving Spirit
- Sophie and the Shadow Woods (са Лијем Витерлијем)
- Mr Monkey
- Best Friends Bakery
- Star Friends
- A Pony Called Angel
- Hello Kitty's Friendship Club (са Мишел Мисром)
- Wild Friends (са Мишел Мисром)
- Dinosaur Land (са Мишел Мисром)
- Angel Wings (са Мишел Мисром)
- Unicorn Academy (са Џули Сајкс)

## Псеудоними
- Амбер Касл
- Алекс Клиф
- Луси Данијелс
- Џени Дејл
- Кети Чејс
- Лорејн Брук
- Дејзи Медоуз

Под псеудонимом Дејзи Медоуз написала је серијал књига о вилама Дугина чаролија.